# Saint-Augustin (Seine-et-Marne)
Pour les articles homonymes, voir Saint-Augustin.
Saint-Augustin (prononcé [sɛ̃.t̪‿ɔ.gy.ˈst̪ɛ̃]) est une commune française située dans le département de Seine-et-Marne en région Île-de-France.

## Géographie

### Localisation

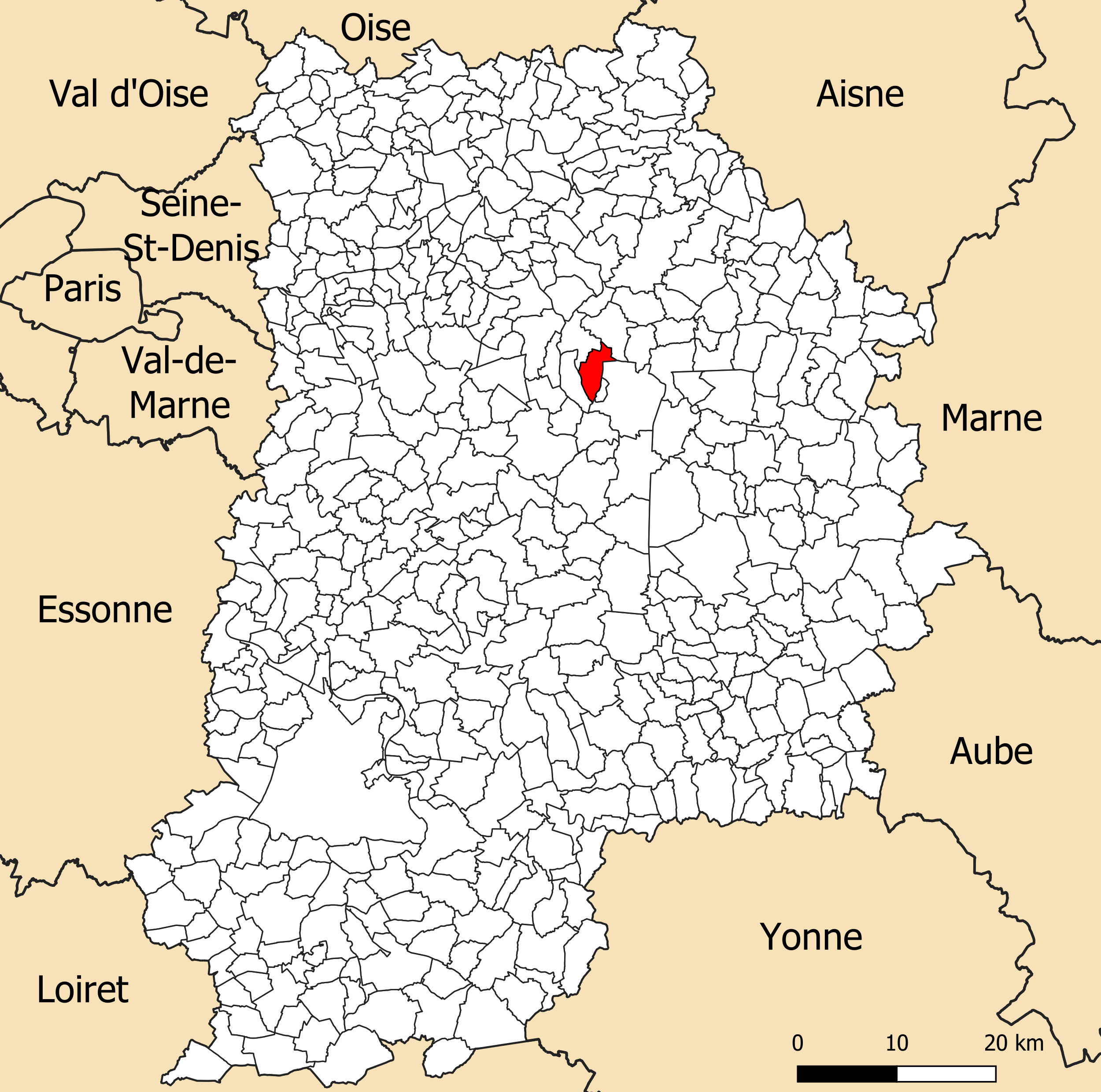
Localisation de la commune de Saint-Augustin dans le département de Seine-et-Marne.

La commune est située à environ 6 kilomètres au sud-ouest  de Coulommiers.

### Communes limitrophes
| Pommeuse     | Pommeuse - Mouroux              | Mouroux          |
| Faremoutiers | Saint-Augustin                  | Beautheil-Saints |
| Faremoutiers | Faremoutiers - Beautheil-Saints | Mauperthuis      |

### Géologie et relief
L'altitude de la commune varie de 69 mètres à 152 mètres pour le point le plus haut, le centre du bourg se situant à environ 122 mètres d'altitude (mairie). Elle est classée en zone de sismicité 1, correspondant à une sismicité très faible.

### Hydrographie

#### Réseau hydrographique

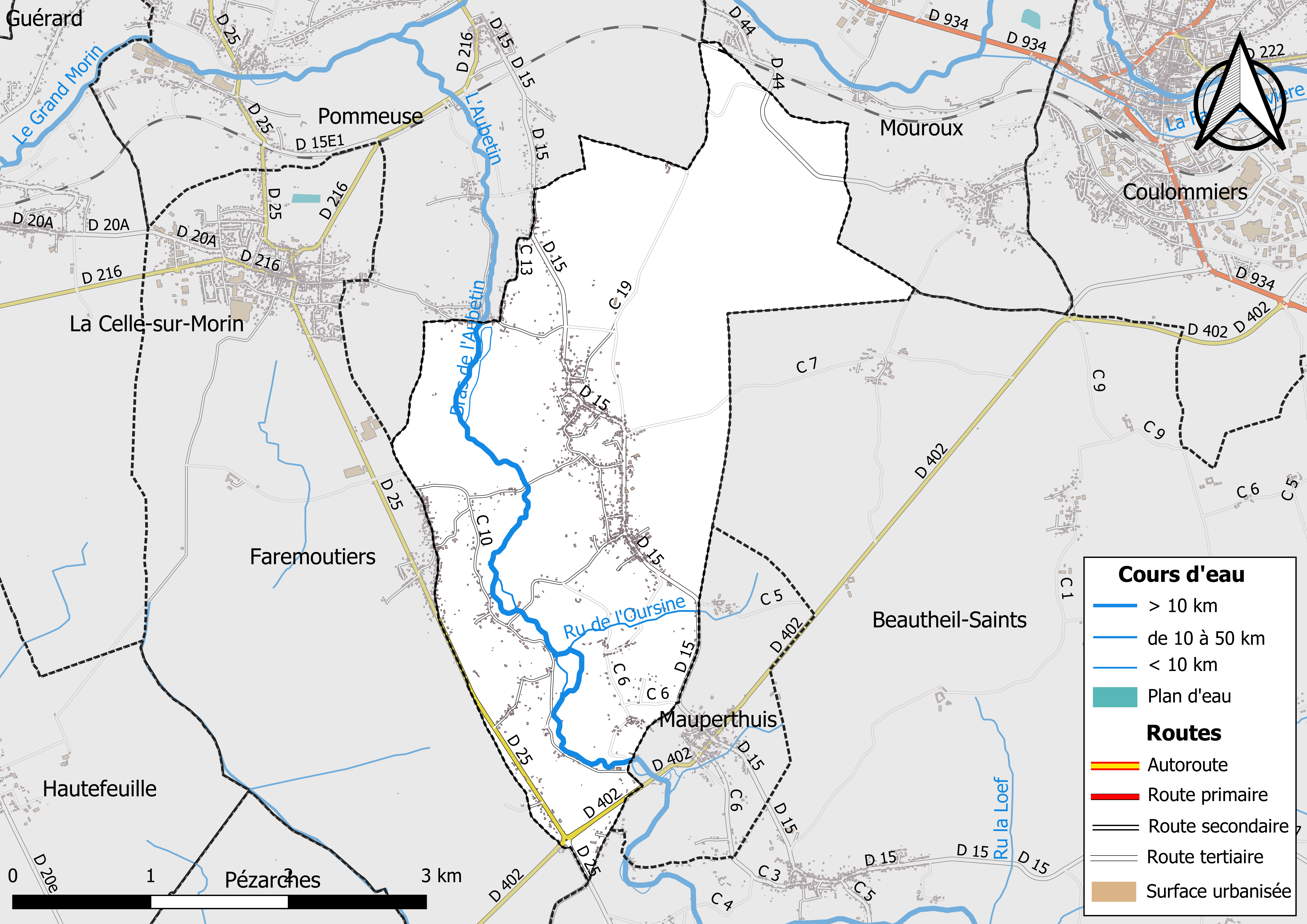
Carte des réseaux hydrographique et routier de Saint-Augustin.

Le réseau hydrographique de la commune se compose de cinq cours d'eau référencés :
- la rivière l’Aubetin, longue de 61,15 km[3], affluent du Grand Morin, ainsi que :
  - un bras de 0,34 km[4] ;
  - un bras de 0,31 km[5] ;
  - un bras de 1,11 km[6] ;
  - le ru de l'Oursine, 1,71 km[7], affluent de l’ Aubetin.

La longueur totale des cours d'eau sur la commune est de 7,69 km.

#### Gestion des cours d'eau
Afin d’atteindre le bon état des eaux imposé par la Directive-cadre sur l'eau du 23 octobre 2000, plusieurs outils de gestion intégrée s’articulent à différentes échelles : le SDAGE, à l’échelle du bassin hydrographique, et le SAGE, à l’échelle locale. Ce dernier fixe les objectifs généraux d’utilisation, de mise en valeur et de protection quantitative et qualitative des ressources en eau superficielle et souterraine. Le département de Seine-et-Marne est couvert par six SAGE, au sein du bassin Seine-Normandie.
La commune fait partie du SAGE « Petit et Grand Morin », approuvé le 21 octobre 2016. Le territoire de ce SAGE comprend les bassins du Petit Morin (630 km2) et du Grand Morin (1 185 km2). Le pilotage et l’animation du SAGE sont assurés par le syndicat mixte d'aménagement et de gestion des Eaux (SMAGE) des 2 Morin, qualifié de « structure porteuse ».

### Climat
Pour des articles plus généraux, voir Climat de l'Île-de-France et Climat de Seine-et-Marne.
En 2010, le climat de la commune est de type climat océanique dégradé des plaines du Centre et du Nord, selon une étude du CNRS s'appuyant sur une série de données couvrant la période 1971-2000. En 2020, Météo-France publie une typologie des climats de la France métropolitaine dans laquelle la commune est exposée à un climat océanique altéré et est dans la région climatique Nord-est du bassin Parisien, caractérisée par un ensoleillement médiocre, une pluviométrie moyenne régulièrement répartie au cours de l’année et un hiver froid (3 °C).
Pour la période 1971-2000, la température annuelle moyenne est de 10,7 °C, avec une amplitude thermique annuelle de 15,3 °C. Le cumul annuel moyen de précipitations est de 744 mm, avec 11,8 jours de précipitations en janvier et 8,1 jours en juillet. Pour la période 1991-2020, la température moyenne annuelle observée sur la station météorologique la plus proche, située sur la commune de Mouroux à 4 km à vol d'oiseau, est de 11,3 °C et le cumul annuel moyen de précipitations est de 721,3 mm,. Pour l'avenir, les paramètres climatiques de la commune estimés pour 2050 selon différents scénarios d'émission de gaz à effet de serre sont consultables sur un site dédié publié par Météo-France en novembre 2022.
| Mois                                  | jan.            | fév.           | mars           | avril         | mai           | juin         | jui.          | août          | sep.          | oct.            | nov.            | déc.             | année      |
| ------------------------------------- | --------------- | -------------- | -------------- | ------------- | ------------- | ------------ | ------------- | ------------- | ------------- | --------------- | --------------- | ---------------- | ---------- |
| Température minimale moyenne (°C)     | 1,3             | 1,6            | 3,5            | 5,7           | 9,2           | 12,1         | 13,6          | 13,5          | 10,6          | 8,1             | 4,5             | 2,1              | 7,1        |
| Température moyenne (°C)              | 3,7             | 4,6            | 7,5            | 10,6          | 14,2          | 17,3         | 19,3          | 19,2          | 15,9          | 12              | 7,2             | 4,4              | 11,3       |
| Température maximale moyenne (°C)     | 6               | 7,7            | 11,5           | 15,6          | 19,1          | 22,4         | 25            | 25            | 21,1          | 15,8            | 9,9             | 6,7              | 15,5       |
| Record de froid (°C) date du record   | −14,4 07.01.09  | −11,8 04.02.12 | −10,1 13.03.13 | −3,9 08.04.03 | 0,4 24.05.13  | 3,3 04.06.01 | 6,1 04.07.08  | 4,7 26.08.18  | 2,3 25.09.02  | −3,7 29.10.1997 | −9,4 24.11.1998 | −11,4 31.12.1996 | −14,4 2009 |
| Record de chaleur (°C) date du record | 15,5 05.01.1999 | 18,8 24.02.21  | 24,8 31.03.21  | 28,5 20.04.18 | 31,2 28.05.17 | 36 27.06.11  | 41,1 25.07.19 | 38,9 12.08.03 | 34,8 09.09.23 | 27,8 01.10.11   | 22,1 07.11.15   | 16,4 07.12.00    | 41,1 2019  |
| Précipitations (mm)                   | 57,9            | 55,9           | 52,6           | 44,6          | 62,4          | 61,2         | 61,9          | 63,3          | 50,6          | 65,8            | 65,3            | 79,8             | 721,3      |

### Milieux naturels et biodiversité
L’inventaire des zones naturelles d'intérêt écologique, faunistique et floristique (ZNIEFF) a pour objectif de réaliser une couverture des zones les plus intéressantes sur le plan écologique, essentiellement dans la perspective d’améliorer la connaissance du patrimoine naturel national et de fournir aux différents décideurs un outil d’aide à la prise en compte de l’environnement dans l’aménagement du territoire.
Le territoire communal de Saint-Augustin comprend une ZNIEFF de type 1,,, 
les « Bocage de Saint-Augustin » (132,18 ha), couvrant 2 communes du département.
, et une ZNIEFF de type 2,, 
la « Basse vallée de l'Aubetin » (2 376,41 ha), couvrant 8 communes du département.

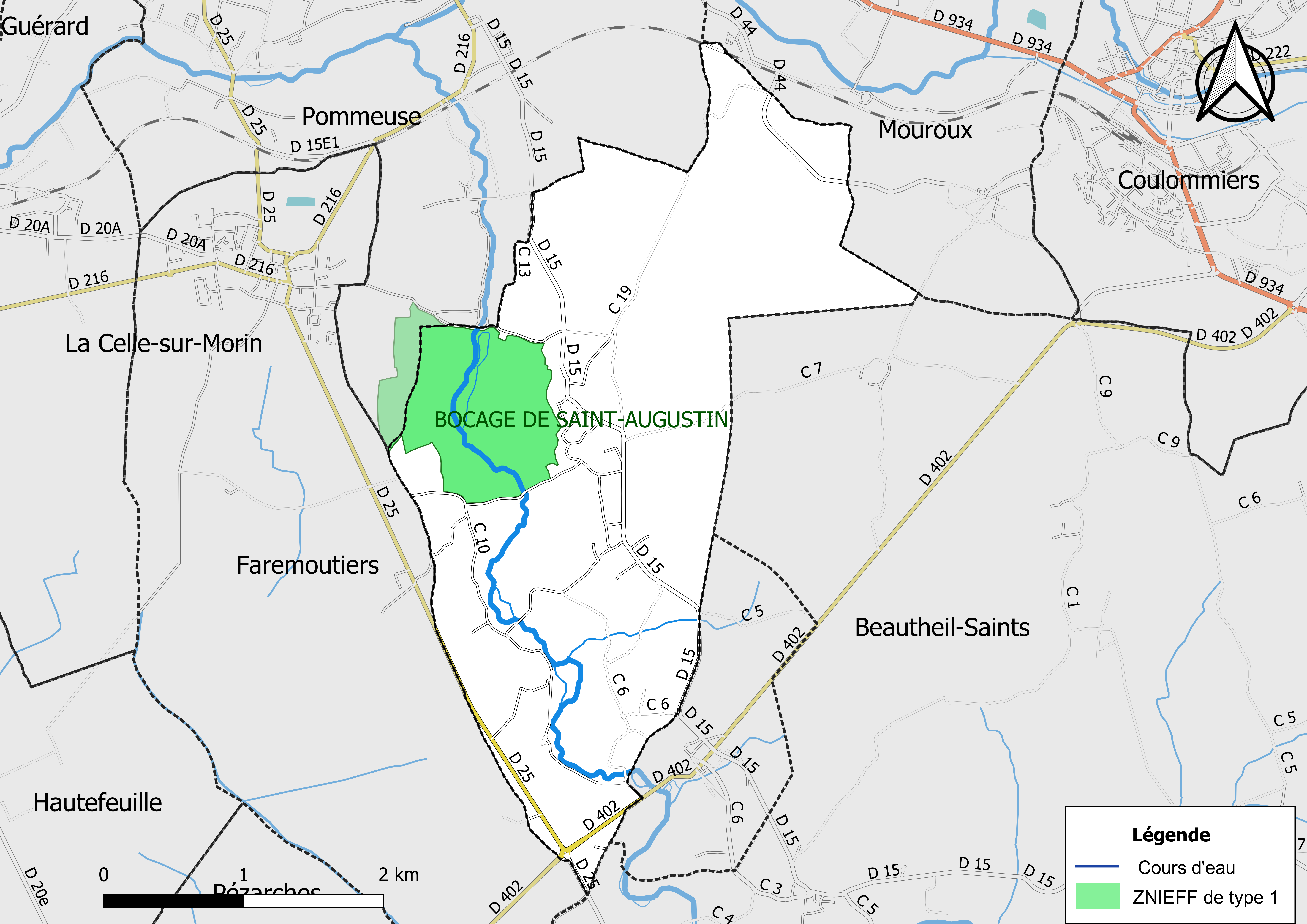
Carte des ZNIEFF de type 1 de la commune.
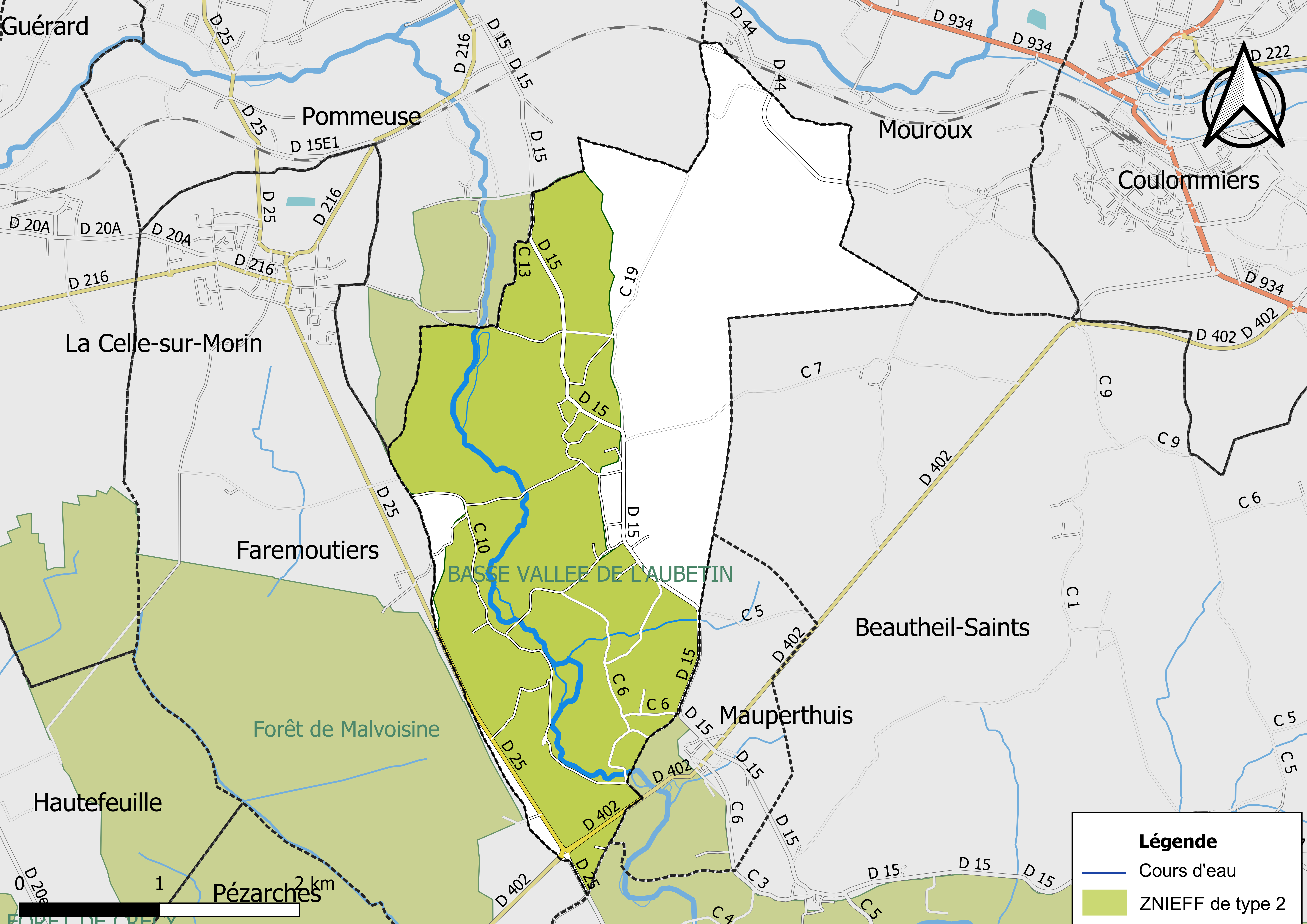
Carte des ZNIEFF de type 2 de la commune.

## Urbanisme

### Typologie
Au 1er janvier 2024, Saint-Augustin est catégorisée ceinture urbaine, selon la nouvelle grille communale de densité à sept niveaux définie par l'Insee en 2022.
Elle appartient à l'unité urbaine de Saint-Augustin, une agglomération intra-départementale regroupant deux  communes, dont elle est ville-centre,,. Par ailleurs la commune fait partie de l'aire d'attraction de Paris, dont elle est une commune de la couronne,. Cette aire regroupe 1 929 communes,.

### Lieux-dits et écarts
La commune compte 169 lieux-dits administratifs répertoriés consultables ici dont Source de Sainte-Aubierge (source : le fichier Fantoir).

### Occupation des sols
L'occupation des sols de la commune, telle qu'elle ressort de la base de données européenne d’occupation biophysique des sols Corine Land Cover (CLC), est marquée par l'importance des territoires agricoles (62,7 % en 2018), une proportion sensiblement équivalente à celle de 1990 (63 %). La répartition détaillée en 2018 est la suivante : 
terres arables (38,6% ), forêts (29,1% ), zones agricoles hétérogènes (17,6% ), zones urbanisées (8,2% ), prairies (6,6 %).
Parallèlement, L'Institut Paris Région, agence d'urbanisme de la région Île-de-France, a mis en place un inventaire numérique de l'occupation du sol de l'Île-de-France, dénommé le MOS (Mode d'occupation du sol), actualisé régulièrement depuis sa première édition en 1982. Réalisé à partir de photos aériennes, le Mos distingue les espaces naturels, agricoles et forestiers mais aussi les espaces urbains (habitat, infrastructures, équipements, activités économiques, etc.) selon une classification pouvant aller jusqu'à 81 postes, différente de celle de Corine Land Cover,,. L'Institut met également à disposition des outils permettant de visualiser par photo aérienne l'évolution de l'occupation des sols de la commune entre 1949 et 2018.

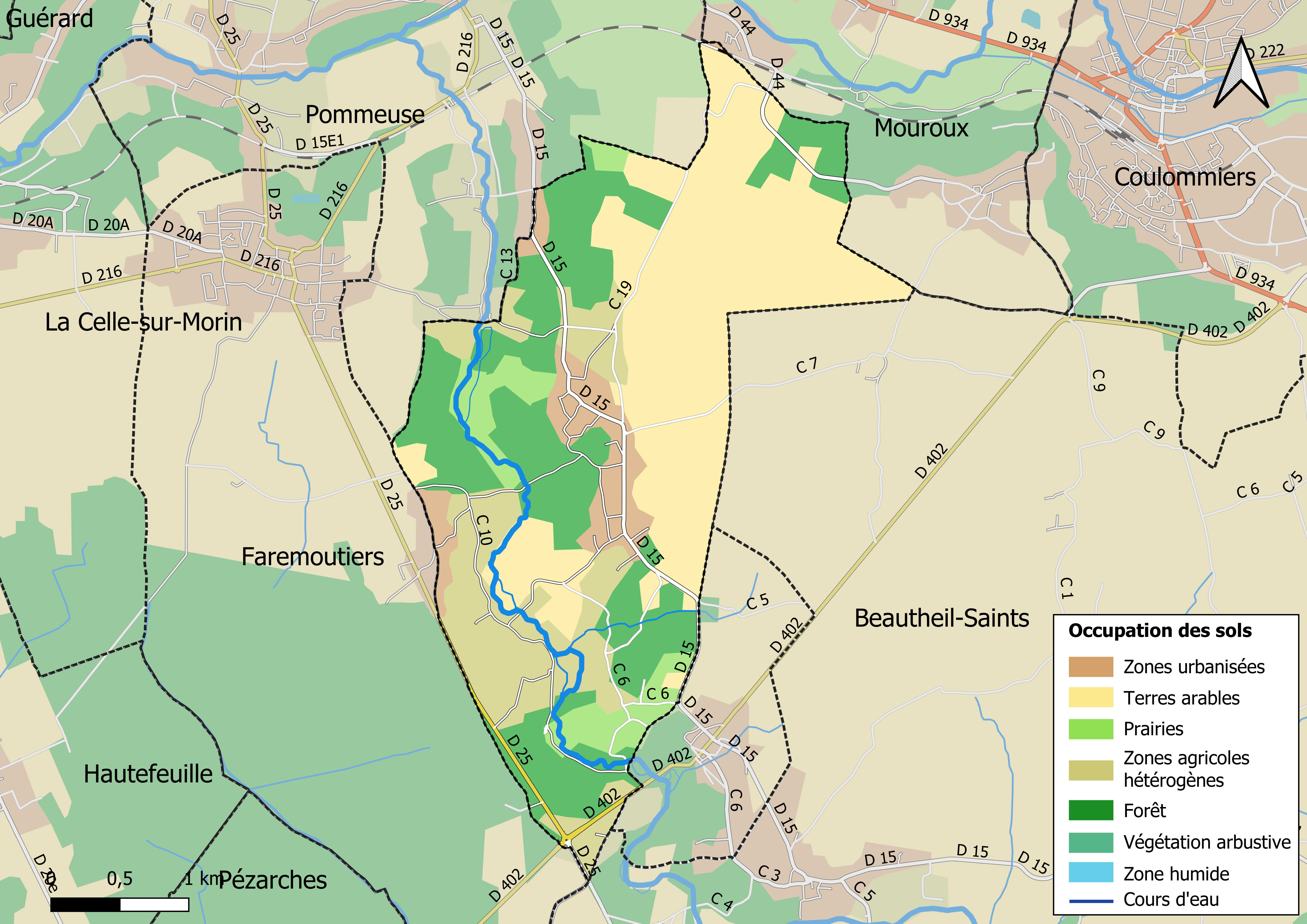
Carte des infrastructures et de l'occupation des sols en 2018 (CLC) de la commune.
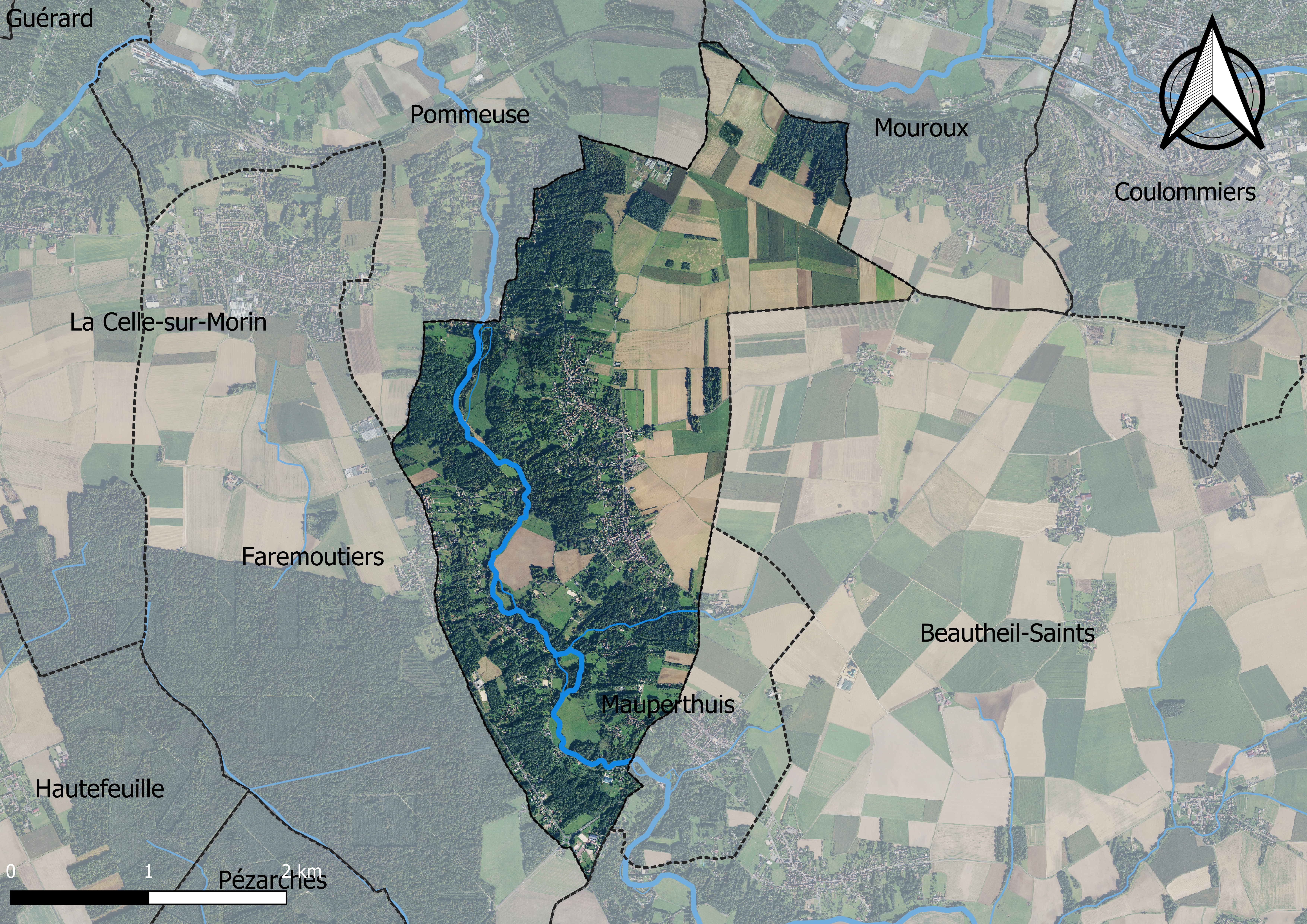
Carte orhophotogrammétrique de la commune.

### Planification
La loi SRU du 13 décembre 2000 a incité les communes à se regrouper au sein d’un établissement public, pour déterminer les partis d’aménagement de l’espace au sein d’un SCoT, un document d’orientation stratégique des politiques publiques à une grande échelle et à un horizon de 20 ans et s'imposant aux documents d'urbanisme locaux, les PLU (Plan local d'urbanisme). La commune est dans le territoire du SCOT du Bassin de vie de Coulommiers, approuvé le 11 juillet 2013 et porté par le syndicat intercommunal d’étude et de programmation (SIEP) de Coulommiers.
La commune disposait en 2019 d'un plan local d'urbanisme approuvé. Un plan local d'urbanisme intercommunal couvrant le territoire de la communauté de communes des Deux Morin, prescrit le 28 juin 2018, était en élaboration,. Le zonage réglementaire et le règlement associé peuvent être consultés sur le Géoportail de l'urbanisme.

### Logement
En 2017, le nombre total de logements dans la commune était de 810 dont 94,9 % de maisons et 3,5 % d'appartements.
Parmi ces logements, 84 % étaient des résidences principales, 9,8 % des résidences secondaires et 6,2 % des logements vacants.
La part des ménages fiscaux propriétaires de leur résidence principale s'élevait à 88,3 % contre 9,6 % de locataires et 2,1 % logés gratuitement.

## Toponymie
Le nom de la localité est mentionné sous les formes G. de Sancto Augustino en 1132 ; Sanctus Augustinus vers 1180 ; Sanctus Aoutinus en 1249.
Saint-Augustin  est un hagiotoponyme.
Au cours de la Révolution française, la commune porte le nom de Mont-l'Unité.

## Politique et administration

### Rattachements administratifs et électoraux

#### Rattachements administratifs
La commune se trouve depuis 1926 dans l'arrondissement de Meaux du département de Seine-et-Marne.
Elle faisait partie depuis 1793 du canton de Coulommiers. Dans le cadre du redécoupage cantonal de 2014 en France, cette circonscription administrative territoriale a disparu, et le canton n'est plus qu'une circonscription électorale.

#### Rattachements électoraux
Pour les élections départementales, la commune fait partie depuis 2014 du canton de Coulommiers
Pour l'élection des députés, elle fait partie de la cinquième circonscription de Seine-et-Marne.

### Intercommunalité
Saint-Augustin était membre de la communauté de communes de la Brie des Templiers, un établissement public de coopération intercommunale (EPCI) à fiscalité propre créé fin 1998.
Après plusieurs séries de fusions de cette intercommunalité avec ses voisines, qui ont abouti à la création de la communauté de communes du Pays de Coulommiers puis, le 1er janvier 2017 de la communauté d'agglomération Coulommiers Pays de Brie, Saint-Augustin est désormais membre de cette dernière intercommunalité.

### Liste des maires
| Période                                  | Période                       | Identité              | Étiquette | Qualité                                                                                              |
| ---------------------------------------- | ----------------------------- | --------------------- | --------- | --- |
| Les données manquantes sont à compléter. |                               |                       |           | |
| 1971                                     | 1977                          | Bernard Meignen       |           | |
| Les données manquantes sont à compléter. |                               |                       |           | |
| juin 1995                                | 2004                          | Bernard Meignen       |           | Démissionnaore                                                                                       |
|                                          | mars 2008                     | Gérard de Puyfontaine |           | |
| mars 2008                                | novembre 2008                 | Yves Buisson          |           | Informaticien retraité Démissionnaire                                                                |
| novembre 2008                            | En cours (au 28 juillet 2020) | Sébastien Houdayer    |           | Imprimeur Vice-président de la CA Coulommiers Pays de Brie (2018 → ) Réélu pour le mandat 2020-2026, |

### Distinctions et labels
La commune a été labellisée en 2019 l'un des 26 « villages de caractère »  de Seine-et-Marne.

## Équipements et services

### Eau et assainissement
L’organisation de la distribution de l’eau potable, de la collecte et du traitement des eaux usées et pluviales relève des communes. La loi NOTRe de 2015 a accru le rôle des EPCI à fiscalité propre en leur transférant cette compétence. Ce transfert devait en principe être effectif au 1er janvier 2020, mais la loi Ferrand-Fesneau du 3 août 2018 a introduit la possibilité d’un report de ce transfert au 1er janvier 2026,.

#### Assainissement des eaux usées
En 2020, la gestion du service d'assainissement collectif de la commune de Saint-Augustin est assurée par la communauté d'agglomération Coulommiers Pays de Brie (CACPB) pour la collecte, le transport et la dépollution. Ce service est géré en délégation par une entreprise privée, dont le contrat arrive à échéance le 30 septembre 2020,,.
L’assainissement non collectif (ANC) désigne les installations individuelles de traitement des eaux domestiques qui ne sont pas desservies par un réseau public de collecte des eaux usées et qui doivent en conséquence traiter elles-mêmes leurs eaux usées avant de les rejeter dans le milieu naturel. La communauté d'agglomération Coulommiers Pays de Brie (CACPB) assure pour le compte de la commune le service public d'assainissement non collectif (SPANC), qui a pour mission de vérifier la bonne exécution des travaux de réalisation et de réhabilitation, ainsi que le bon fonctionnement et l’entretien des installations. Cette prestation est déléguée à la SAUR,.

#### Eau potable
En 2020, l'alimentation en eau potable est assurée par le syndicat de l'Eau de l'Est seine-et-marnais (S2E77) qui gère le service en régie,,.

## Population et société

### Démographie
Les habitants sont appelés les Saint-Augustiniens.
L'évolution du nombre d'habitants est connue à travers les recensements de la population effectués dans la commune depuis 1793. Pour les communes de moins de 10 000 habitants, une enquête de recensement portant sur toute la population est réalisée tous les cinq ans, les populations de référence des années intermédiaires étant quant à elles estimées par interpolation ou extrapolation. Pour la commune, le premier recensement exhaustif entrant dans le cadre du nouveau dispositif a été réalisé en 2006.

En 2022, la commune comptait 1 865 habitants, en évolution de +6,94 % par rapport à 2016 (Seine-et-Marne : +3,92 %, France hors Mayotte : +2,11 %).
| 1793  | 1800  | 1806  | 1821  | 1831  | 1836  | 1841  | 1846  | 1851  |
| ----- | ----- | ----- | ----- | ----- | ----- | ----- | ----- | ----- |
| 1 281 | 1 452 | 1 336 | 1 434 | 1 447 | 1 403 | 1 291 | 1 228 | 1 254 |

| 1856  | 1861  | 1866  | 1872  | 1876  | 1881  | 1886  | 1891  | 1896 |
| ----- | ----- | ----- | ----- | ----- | ----- | ----- | ----- | ---- |
| 1 220 | 1 245 | 1 256 | 1 179 | 1 096 | 1 040 | 1 032 | 1 001 | 985  |

| 1901 | 1906 | 1911 | 1921 | 1926 | 1931 | 1936 | 1946 | 1954 |
| ---- | ---- | ---- | ---- | ---- | ---- | ---- | ---- | ---- |
| 935  | 847  | 813  | 710  | 630  | 623  | 572  | 593  | 575  |

| 1962 | 1968 | 1975 | 1982  | 1990  | 1999  | 2006  | 2011  | 2016  |
| ---- | ---- | ---- | ----- | ----- | ----- | ----- | ----- | ----- |
| 518  | 579  | 672  | 1 008 | 1 249 | 1 413 | 1 627 | 1 724 | 1 744 |

| 2021  | 2022  | - | - | - | - | - | - | - |
| ----- | ----- | - | - | - | - | - | - | - |
| 1 820 | 1 865 | - | - | - | - | - | - | - |

### Sécurité et secours
Saint-Augustin dépend du commissariat de police nationale de Coulommiers, ainsi que du centre d'intervention et de secours de Faremoutiers.

## Économie

### Revenus de la population et fiscalité
En 2018, le nombre de ménages fiscaux de la commune était de 692, représentant 1 851 personnes et la  médiane du revenu disponible par unité de consommation  de 26 230 euros.

### Emploi
En 2017 , le nombre total d’emplois dans la zone était de 180, occupant 786 actifs  résidants.
Le taux d'activité de la population (actifs ayant un emploi) âgée de 15 à 64 ans s'élevait à 70,9 % contre un taux de chômage de 5,9 %.
Les 23,2 % d’inactifs se répartissent de la façon suivante : 10 % d’étudiants et stagiaires non rémunérés, 6,7 % de retraités ou préretraités et 6,5 % pour les autres inactifs.

### Secteurs d'activité

#### Entreprises et commerces
En 2019, le nombre d’unités légales et d’établissements (activités marchandes hors agriculture) par secteur d'activité était de 116 dont 5 dans l’industrie manufacturière, industries extractives et autres, 29 dans la construction, 25 dans le commerce de gros et de détail, transports, hébergement et restauration, 3 dans l’Information et communication, 1 dans les activités financières et d'assurance, 1 dans les activités immobilières, 27 dans les activités spécialisées, scientifiques et techniques et activités de services administratifs et de soutien, 13 dans l’administration publique, enseignement, santé humaine et action sociale et 12  étaient relatifs aux autres activités de services.
En 2020, 26 entreprises ont été créées sur le territoire de la commune, dont 22 individuelles.
Au 1er janvier 2021, la commune ne disposait pas d’hôtel et de terrain de camping.

#### Agriculture
Saint-Augustin est dans la petite région agricole dénommée les « Vallées de la Marne et du Morin », couvrant les vallées des deux rivières, en limite de la Brie. En 2010, l'orientation technico-économique de l'agriculture sur la commune est la culture de céréales et d'oléoprotéagineux (COP).
Si la productivité agricole de la Seine-et-Marne se situe dans le peloton de tête des départements français, le département enregistre un double phénomène de disparition des terres cultivables (près de 2 000 ha par an dans les années 1980, moins dans les années 2000) et de réduction d'environ 30 % du nombre d'agriculteurs dans les années 2010. Cette tendance se retrouve au niveau de la commune où le nombre d’exploitations est passé de 7 en 1988 à 2 en 2010. Parallèlement, la taille de ces exploitations augmente, passant de 45 ha en 1988 à 89 ha en 2010.
Le tableau ci-dessous présente les principales caractéristiques des exploitations agricoles de Saint-Augustin, observées sur une période de 22 ans : 
|                                      | 1988 | 2000 | 2010 |
| ------------------------------------ | ---- | ---- | ---- |
| Dimension économique,                |      |      |      |
| Nombre d’exploitations (u)           | 7    | 9    | 2    |
| Travail (UTA)                        | 9    | 4    | 1    |
| Surface agricole utilisée (ha)       | 316  | 326  | 178  |
| Cultures                             |      |      |      |
| Terres labourables (ha)              | 274  | 310  | s    |
| Céréales (ha)                        | 222  | 198  | s    |
| dont blé tendre (ha)                 | 118  | 157  | s    |
| dont maïs-grain et maïs-semence (ha) | 90   | s    | s    |
| Tournesol (ha)                       | s    |      |      |
| Colza et navette (ha)                | 0    | s    |      |
| Élevage                              |      |      |      |
| Cheptel (UGBTA)                      | 220  | 7    | 2    |

## Culture locale et patrimoine

### Lieux et monuments
La commune possède deux monuments historiques : 
- L'obélisque de Saint-Augustin du  4e quart du XVIIIe siècle construit par Claude Nicolas Ledoux  Inscrit MH[64] ;
- La chapelle Sainte-Aubierge du XIIIe siècle,  Inscrit MH[65].

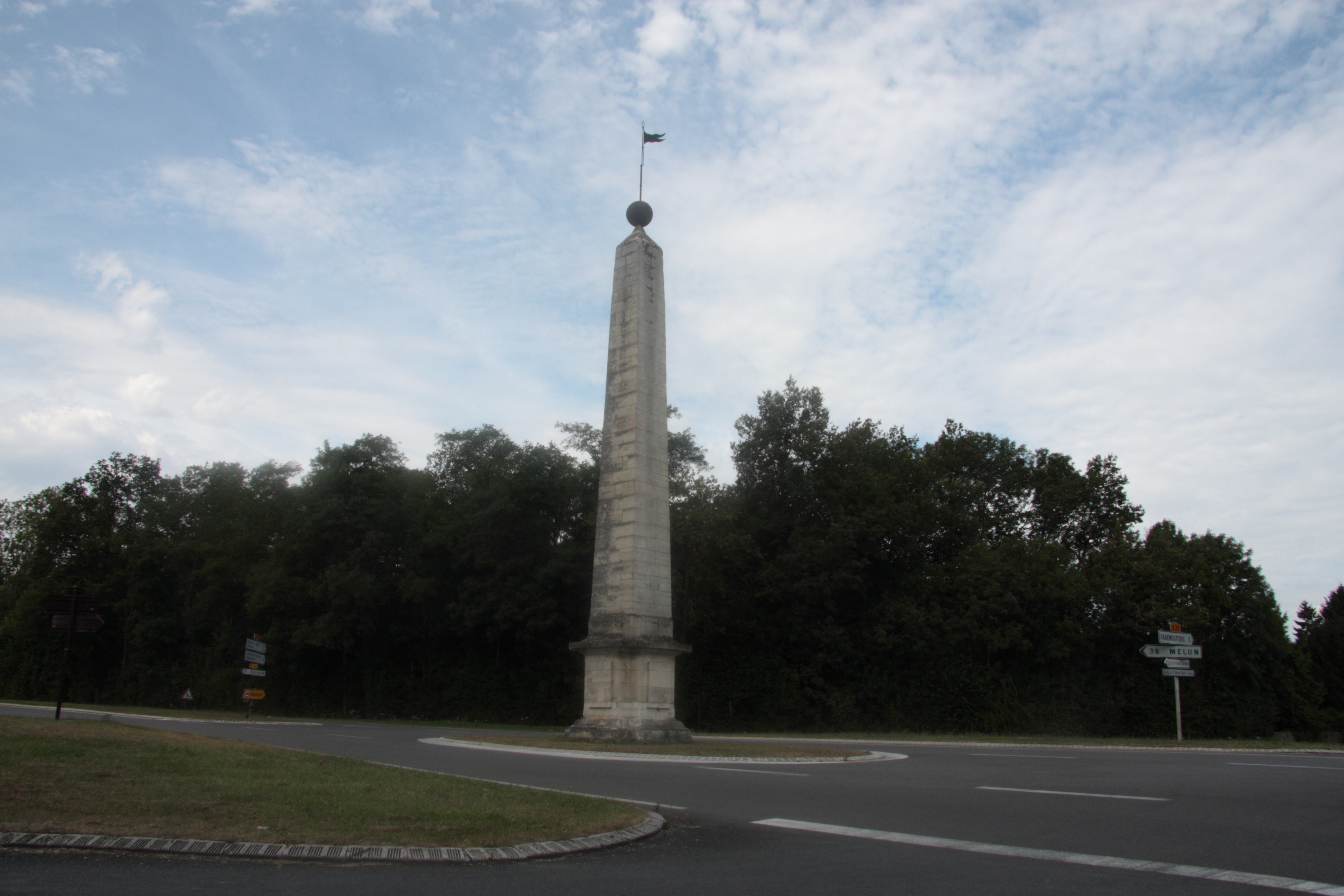
L'obélisque.
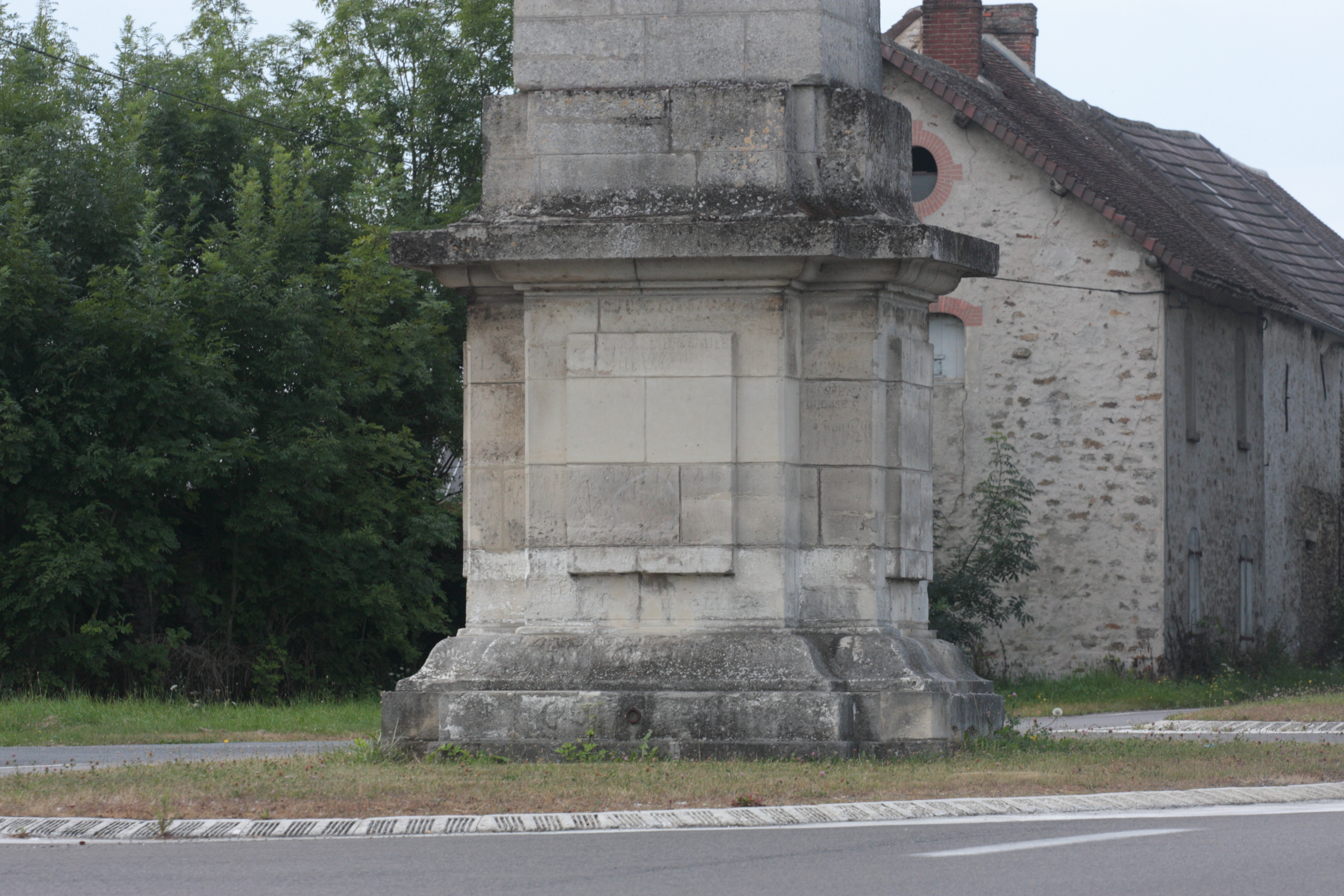
Socle de l'obélisque
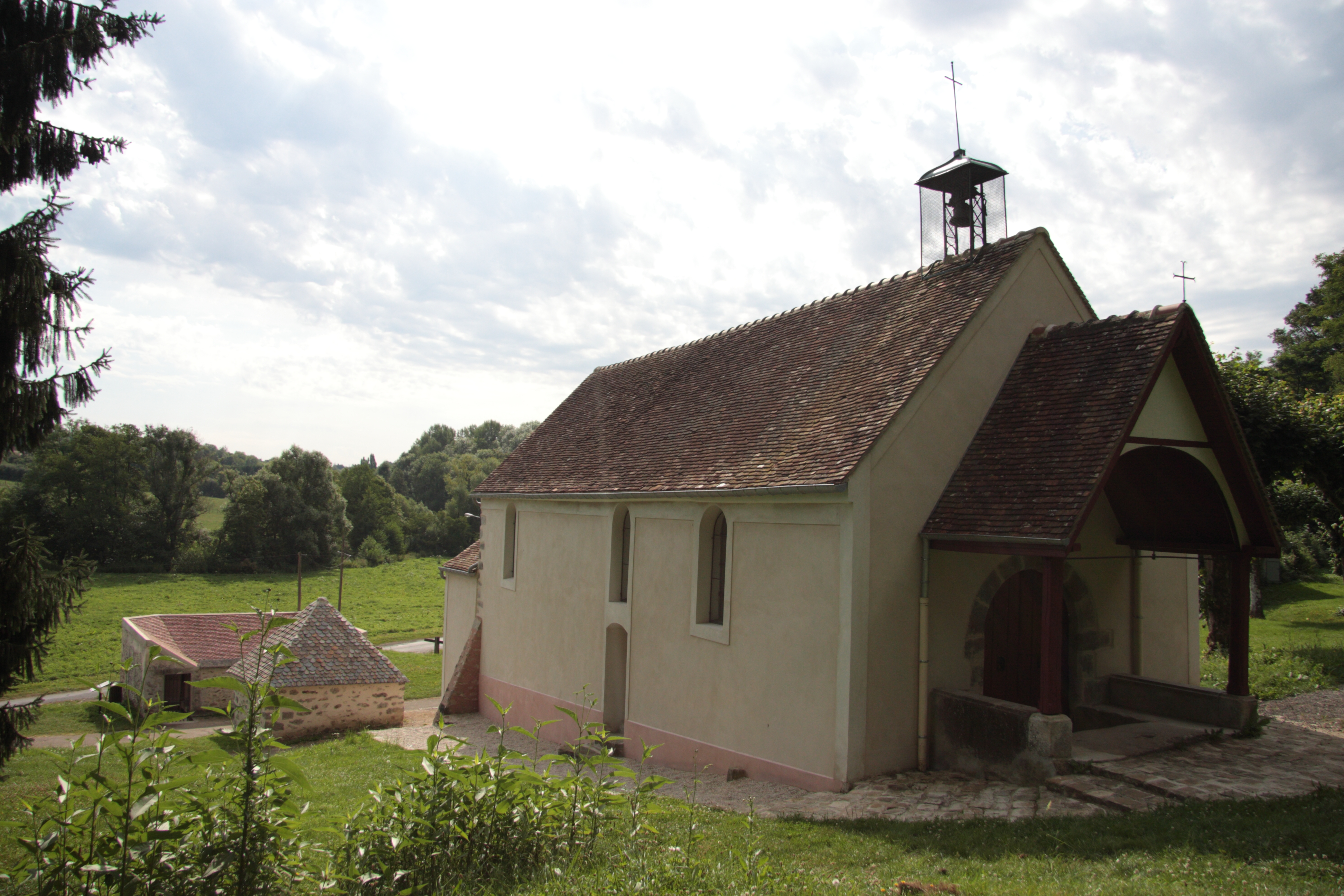
La chapelle Sainte-Aubierge

On peut également signaler : 
- Le moulin du Moulinet
- La source et le lavoir de Sainte Aubierge, en contrebas de la chapelle Sainte-Aubierge
- Vestiges de l'église du vieux Saint-Augustin

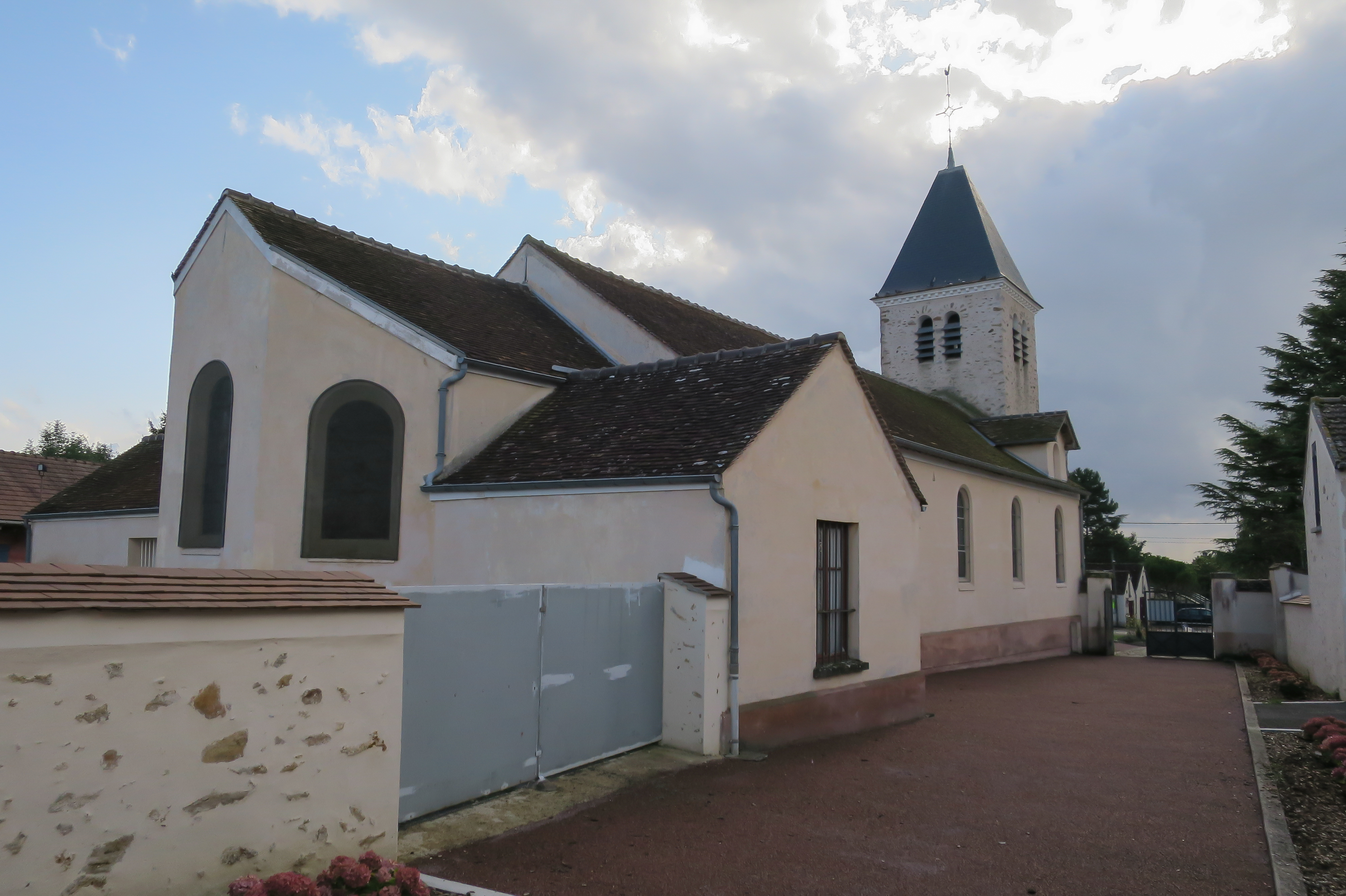
L'église Saint-Augustin-et-Saint-Lié
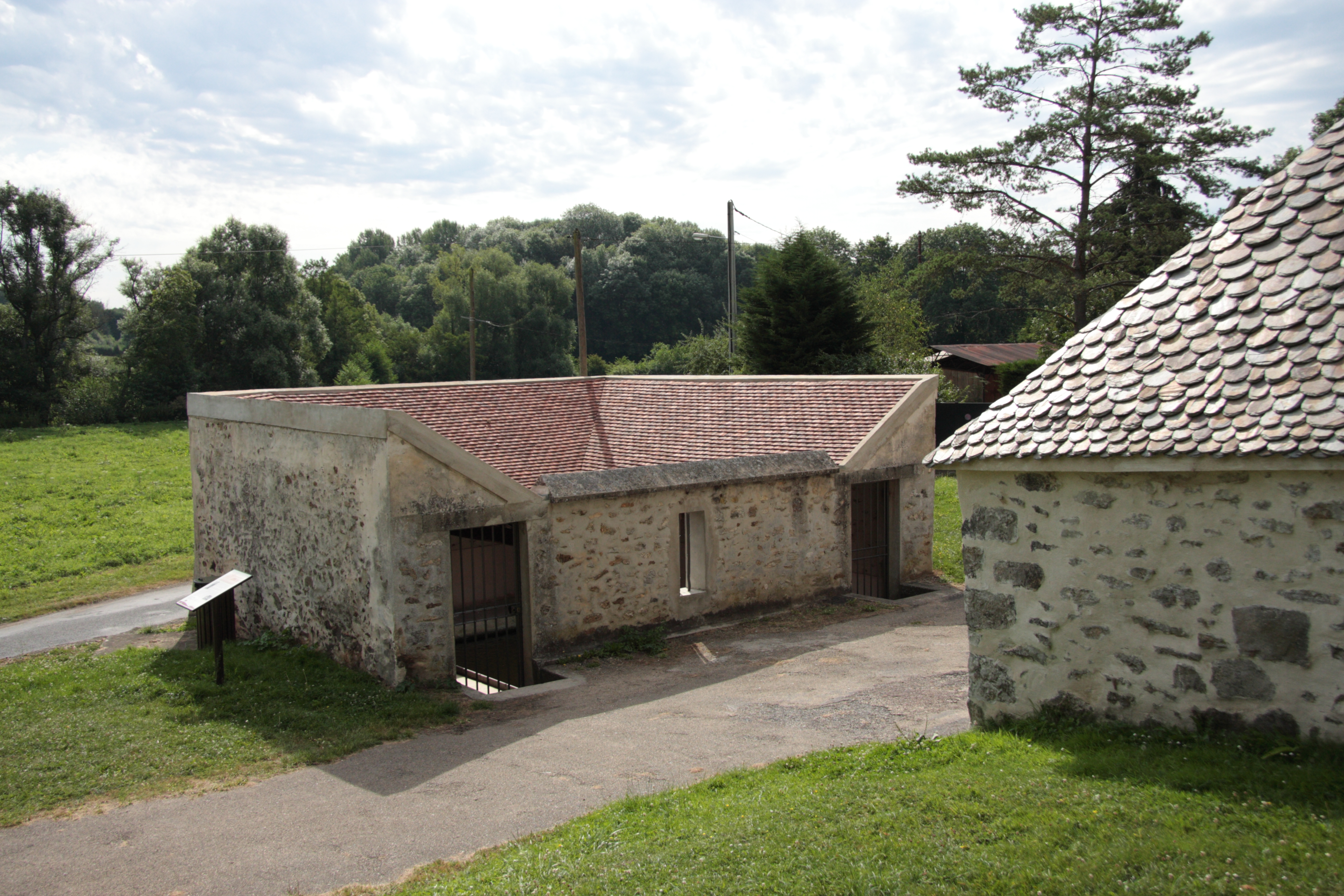
Le lavoir de la chapelle Sainte-Aubierge
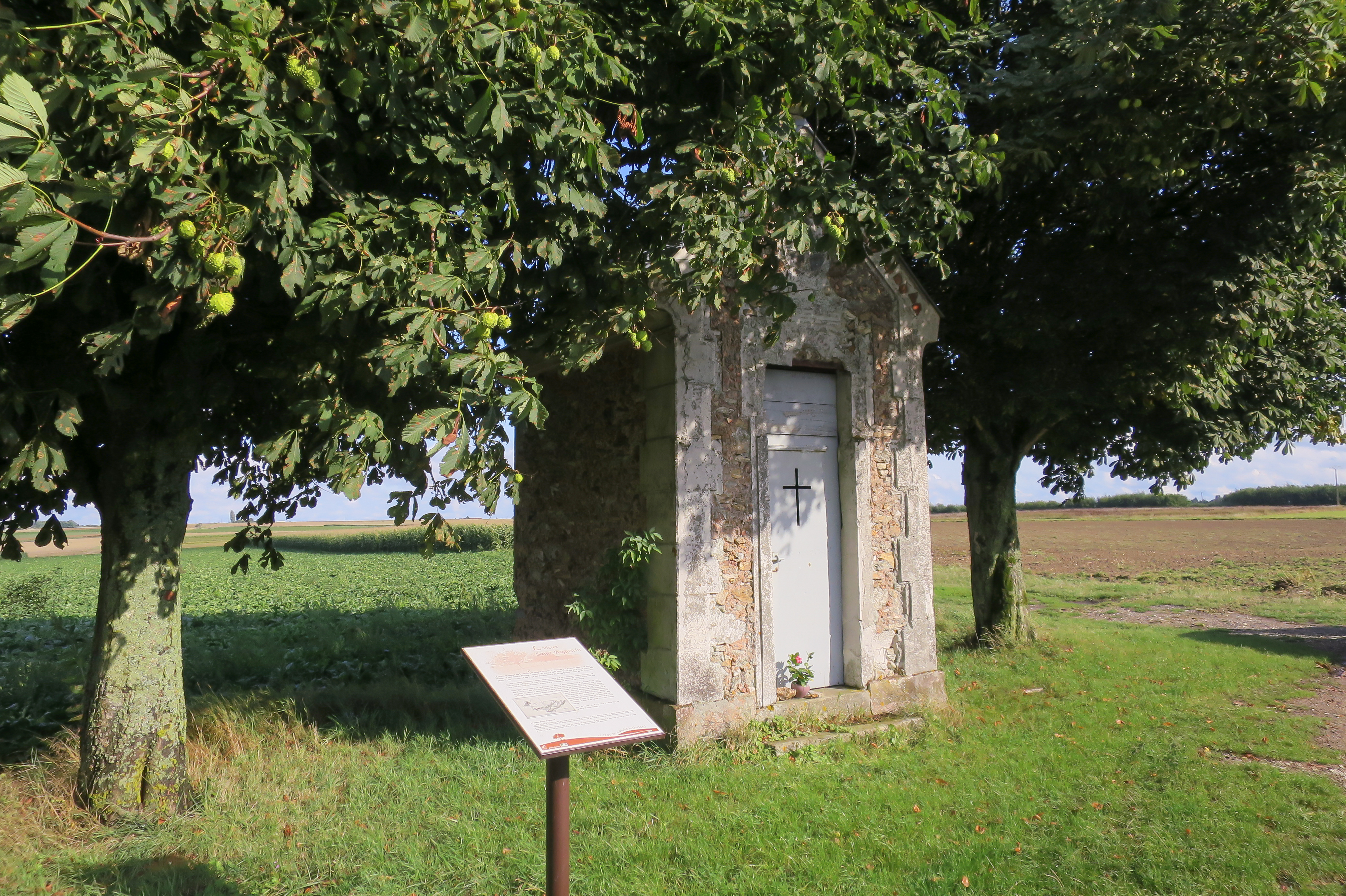
Vestiges de l'église du vieux Saint-Augustin

### Personnalités liées à la commune
- Le sculpteur et médailleur Paul Niclausse (1879-1958) a été inhumé au cimetière de Saint-Augustin.
- L’écrivain Vercors (1902-1991) avait une résidence secondaire à Saint-Augustin, dans un moulin situé sur la rivière l'Aubetin, rue de Sainte-Aubierge.

### Héraldique
| Blason de Saint-Augustin | Blason  | Écartelé : au 1er de gueules à la pomme d'or, tigée et feuillée de quatre pièces au naturel, au 2e d'azur à trois épis de blé empoignés d'argent, au 3e d'azur au poisson d'argent ployé en pal vers senestre et contourné, au 4e de gueules à trois arbres arrachés d'or. |
| Blason de Saint-Augustin | Détails | |